# Microcarbo africanus

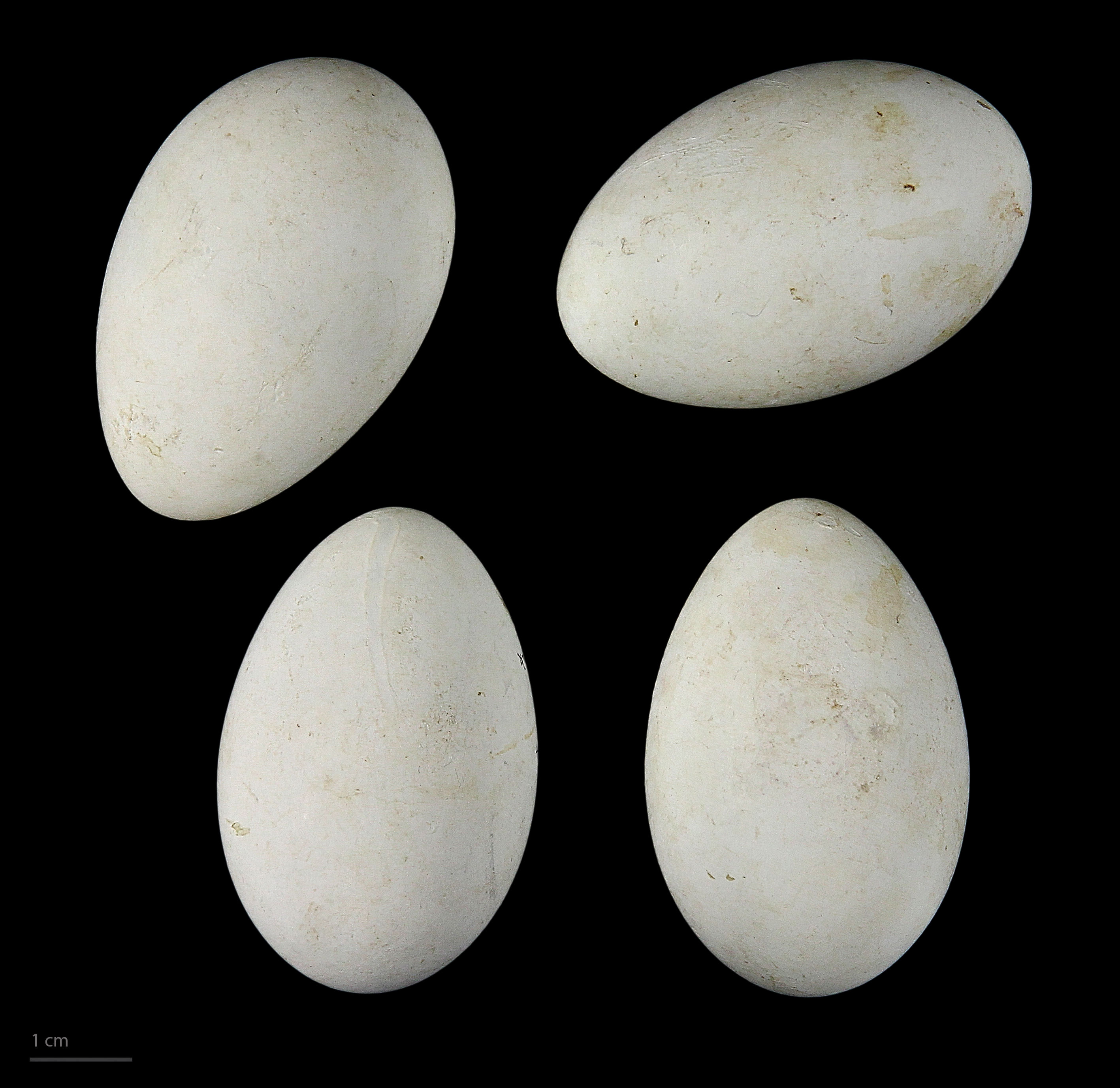
Microcarbo africanus

Microcarbo africanus là một loài chim trong họ Phalacrocoracidae.